# Guglielmo Zorzi
Guglielmo Zorzi (Bologna, 31 gennaio 1879 – Bologna, 4 ottobre 1967) è stato un commediografo, impresario teatrale e cineasta italiano.

## Biografia
Proveniente da una nobile famiglia di conti di origine veneziana, laureato in legge,  si dedicò alla musica, alla pittura e al teatro come autore di commedie, regista e direttore di compagnie. Tra i maggiori e attivi autori teatrali nel periodo tra le due guerre, nelle sue commedie si affrontano generalmente problemi di morale e concernenti la psicologia, cosa riscontrata soprattutto ne La vena d'oro (1919), sua commedia di maggior successo.
Si accostò al cinema nel 1914, quando fu ingaggiato dalla Milano Films come direttore artistico e regista. Lavorò anche per altre case cinematografiche come la Cines, la Silentium Film e la Fert, e diresse circa una trentina di film nel periodo muto, come Ninna nanna (1914),  L'agguato (1915), La patria redime (1915), Notte di tempesta (1916), L'illusione (1917), La cicala (1919), La preda (1921) e La leggenda delle Dolomiti (1923).
Così come in teatro, Zorzi fornì al cinema soggetti e sceneggiature, cosa di cui si occupò esclusivamente dopo l'introduzione del sonoro.

## Opere
- In fondo al cuore (1910)
- Ave Maria (1911)
- L'opera pia (1911)
- I tre amanti (1912)
- Ninna nanna (1912)
- La vena d'oro (1919)
- Le due metà (1922)
- Le Furie (1924)
- La favola dei Re Magi (1926)
- La vita degli altri (1926)
- Allegretto ma non troppo (1928)
- Il passatore (1930) - scritta assieme ad Alberto Donini
- L'immagine (1930)
- La dama bianca (1931)
- La resa di Titì (1931)
- Mi sono sposato (1939)[1]
- Con loro (1947)

## Filmografia parziale

### Regista
- Il portafoglio rosso (1914)
- Il rapimento di Miss Ellen (1914)
- Ninna nanna (1914)
- L'agguato (1915)
- La patria redime (1915)
- Mimì e gli straccioni (1916)
- Notte di tempesta (1916)
- L'illusione (1917)
- La felicità (1917)
- La cicala (1919)
- La lettera chiusa (1920)
- La selce e l'acciaio (1920)
- I tre amanti (1921)
- La donna perduta (1921)
- La preda (1921)
- La leggenda delle Dolomiti (1923)
- L'ignota (1923)
- Il cammino delle stelle (1924)
- Il riscatto (1924)
- La follia di Noretta (1924)
- La via del dolore (1924)
- La bocca chiusa (1925)
- La vena d'oro (1929)

### Soggettista
- La dama bianca, regia di Mario Mattoli (1938)
- Il documento, regia di Mario Camerini (1939)
- La notte delle beffe, regia di Carlo Campogalliani (1939)
- La donna perduta, regia di Domenico Gambino (1940)
- La resa di Titì, regia di Giorgio Bianchi (1945)
- La vena d'oro, regia di Mauro Bolognini (1955)

### Sceneggiatore
- La corona di ferro, regia di Alessandro Blasetti (1941)
- Margherita da Cortona, regia di Mario Bonnard (1949)